# لك (مقاطعة)
مقاطعة لُك أو لوغو (بالإسبانية: Lugo) هي مقاطعة إسبانية تقع في شمال غرب الدولة، تقع ضمن حدود منطقة جليقية. عاصمتها هي مدينة لك، تنقسم المقاطعة إلى 67 بلدية.

## الجغرافيا
تقع مقاطعة لوغو في شمال غرب إسبانيا تحدها من الشمال بحر كانتابريا، ومن الجنوب مقاطعة أورينسي، ومن الشرق مقاطعة أشتورية ومقاطعة ليون، ومن الغرب مقاطعة لا كرونيا ومقاطعة بونتيفيدرا . تبلغ مساحة مقاطعة لوغو 9.856 كم².

## الديموغرافيا
يبلغ عدد سكان مقاطعة لوغو 351.530 نسمة عام 2011 (وفقاً للمعهد الوطني للإحصاء الإسباني).
فيما يلي قائمة أكبر البلديات من حيث عدد السكان (بتاريخ 1 يناير 2011):
1. لوغو 98.007 نسمة
2. مونفورتي دي ليموس 19.622 نسمة
3. فيفيرو 16.107 نسمة
4. فيالبا 15.202 نسمة
5. ساريا 13.590 نسمة
6. ريباديو 10.023 نسمة
7. فوث 9.968 نسمة
8. بوريلا 9.575 نسمة
9. تشانتادا 8.897 نسمة
10. غيتيريث 5.727 نسمة